# Conseil national des femmes françaises

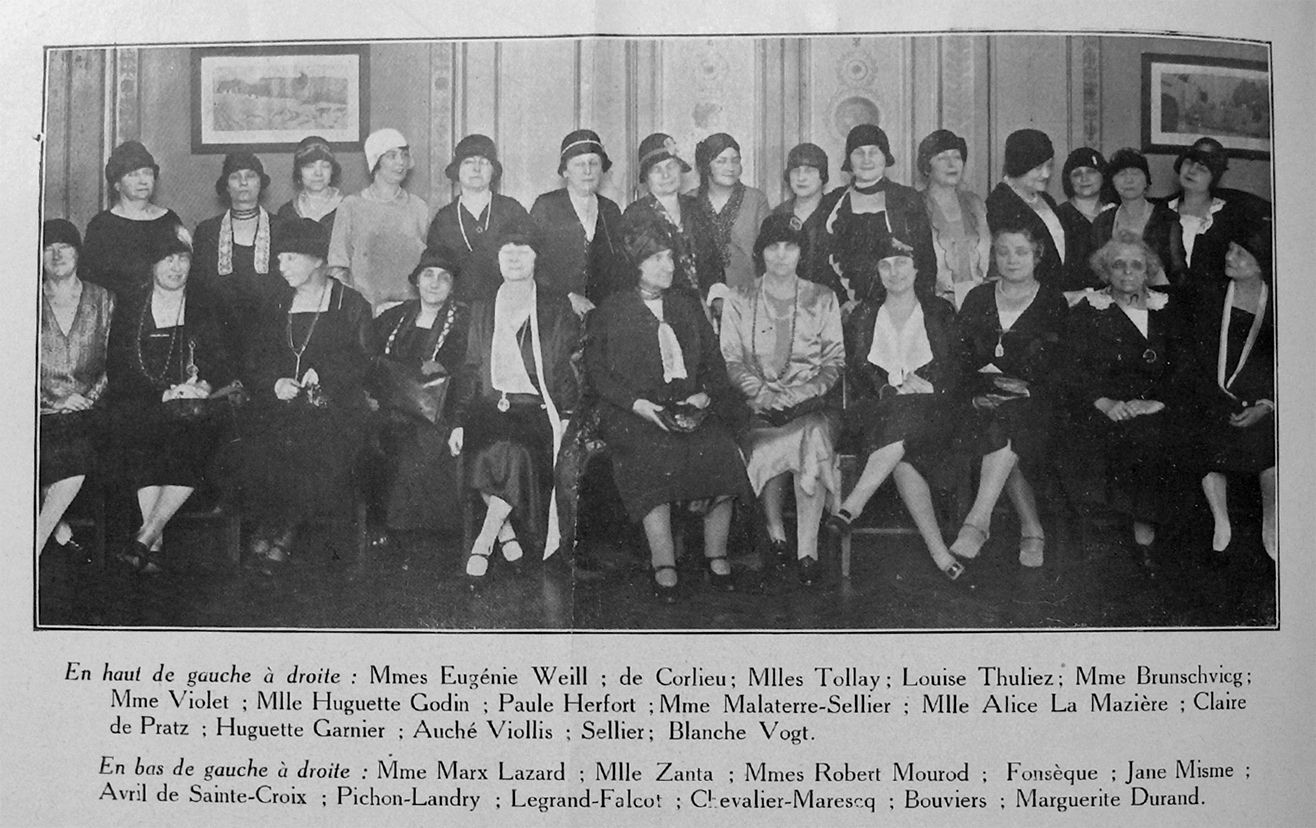
Generalstände des Feminismus 1929

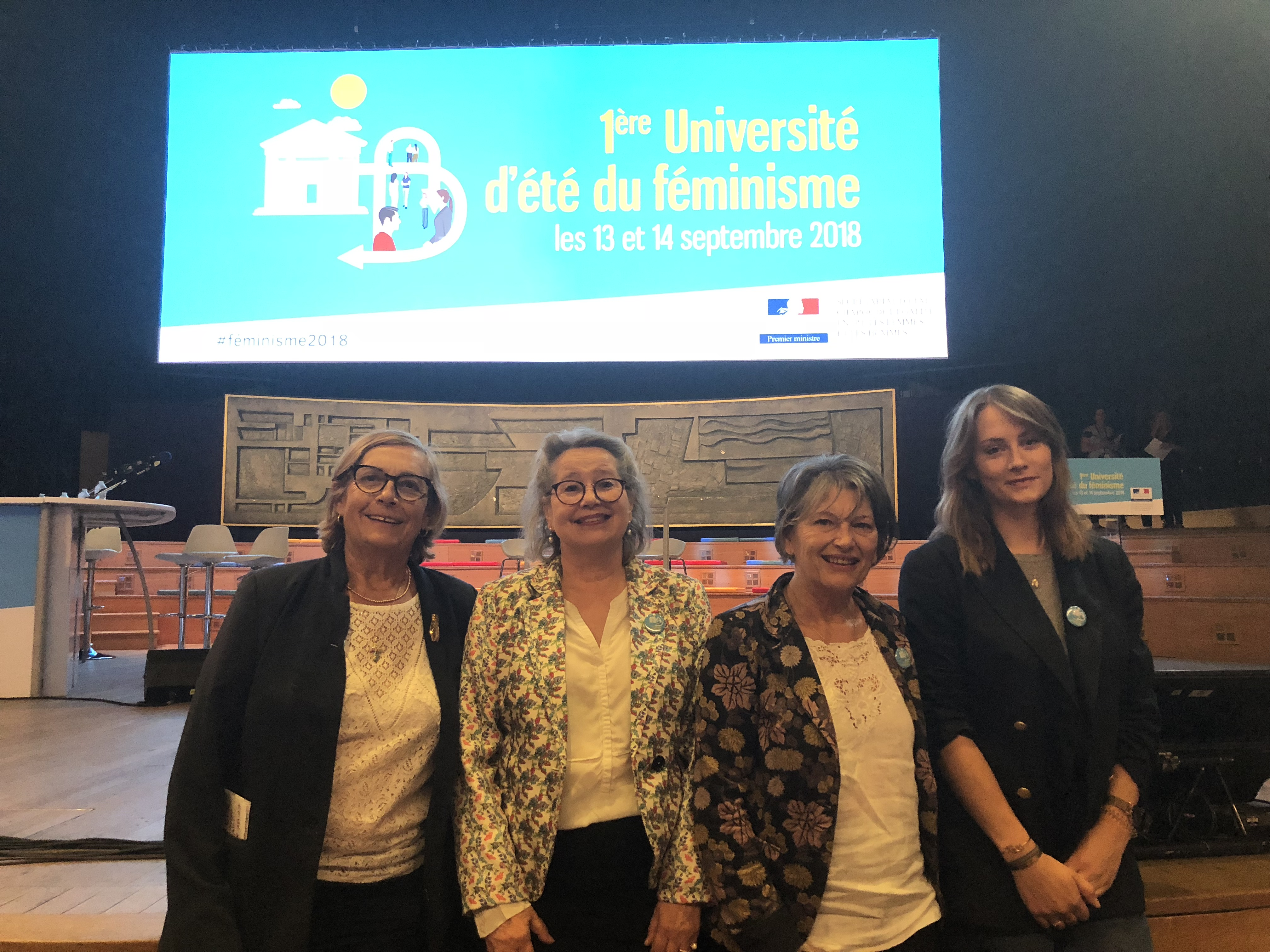
Vertreterinnen des Nationalrats der französischen Frauen bei der Sommeruniversität des Feminismus am 13. und 14. September 2018

Der Conseil national des femmes françaises (Nationalrat der französischen Frauen, CNFF) ist ein am 18. April 1901 gegründeter, nicht gemischter Frauenverband, der dem Internationalen Frauenrat angeschlossen ist. Der CNFF ist eine Föderation von Frauenverbänden und nimmt Einzelmitglieder auf. Sein Ziel ist es, in enger Zusammenarbeit mit den Institutionen die Situation der Frauen in Familie und Gesellschaft zu verbessern.

## Geschichte

### Gründung
Der Internationale Frauenrat, insbesondere seine Vorsitzende May Wright Sewall, setzte sich für die Gründung einer französischen Sektion ein, die es nicht gab, obwohl sich viele französische Feministinnen im Vorstand der internationalen Vereinigung engagierten. Am Rande der Weltausstellung 1900 fanden die Kongresse von zwei feministischen Gruppen statt, die seit einigen Jahren besonders aktiv waren:
- der Kongress der Frauenwerke und -institutionen (bestehend aus den großen Persönlichkeiten des protestantisch-philanthropischen Bürgertums: Sarah Monod, Adrienne Avril de Sainte-Croix, Julie Siegfried) und
- der internationale Kongress über die Stellung und die Rechte der Frau (bestehend aus radikalen Feministinnen: Marie Bonnevial, Louisa Wiggishoff, Maria Pognon).

1901 wurde ein Initiativkomitee, das diese beiden Gruppen zusammenbrachte, unter der Leitung von Isabelle Bogelot gegründet: Der Verband wurde am 18. April 1901 ins Leben gerufen und umfasste rund 30 Frauengesellschaften. Obwohl Maria Pognon Bedenken hatte, dass Sarah Monod für viele die „Bannerträgerin des Protestantismus“ war, entschied sich die Mehrheit aufgrund ihres hohen Ansehens und ihrer Integrität für sie als Präsidentin.
Die Mehrheit der Ratsmitglieder waren gemäßigte bürgerliche Republikanerinnen. Es gab eine kleine Minderheit von Sozialistinnen, angeführt von Louise Saumoneau und Élisabeth Renaud, unterstützt von der katholischen Rechten, angeführt von Marie Maugeret. Als Beispiel mag die Abstimmung über den Achtstundentag dienen: Während die Anwesenden keine Schwierigkeiten hatten, eine Resolution für einen Achtstundentag für Industriearbeiter mit einem ganzen freien Tag zu unterstützen, hatten sie große Schwierigkeiten mit dem Vorschlag, der die gleichen Bedingungen für ihre eigenen Dienstmädchen vorsah. Die Lehrerin Marie Bonnevial, Mitarbeiterin der feministischen Tageszeitung La Fronde und zu Beginn des 20. Jahrhunderts eine bekannte Feministin, engagierte sich sowohl im CNFF als auch in der Ligue française pour le droit des femmes. Bei seiner Gründungsversammlung gab der CNFF an, 35 Mitgliedsorganisationen mit 21.000 Mitgliedern zu haben. Darunter befanden sich jedoch keine katholischen Frauengruppen, die sich stattdessen der Ligue Patriotique des Françaises anschlossen. Die meisten katholischen Philanthropinnen akzeptierten das von ihrer Kirche vermittelte patriarchalische Familienbild und beteiligten sich nicht am CNFF.

### Bis zum Zweiten Weltkrieg
Der CNFF erreichte seinen Höhepunkt in der Zeit vor dem Ersten Weltkrieg, einer Ära, in der feministische Bewegungen in Europa und anderswo aufblühten. Von Anfang an war das Wahlrecht die Grundlage aller Forderungen der Frauen nach Autonomie. Der Rat positionierte sich ausschließlich zum aktiven und passiven Wahlrecht bei Kommunalwahlen (Gemeinderäte, Bezirksräte, Generalräte), um das „staatsbürgerliche Leben zu erlernen“ – was umstritten war und regelmäßig zur Zielscheibe der Zeitung La Voix des femmes wurde.
Der CNFF verabschiedete 1906 eine Resolution gegen die Abtreibung und berief sich dabei auf die mütterliche Aufgabe und die altruistische Funktion der Mütter. Die Mehrheit der Feministinnen in Frankreich war der Ansicht, dass straffällige Väter unehelicher Kinder zwar zur Unterhaltszahlung gezwungen werden sollten, ihnen aber keine väterlichen Rechte zustanden.
Nach dem Vorbild des Internationalen Frauenrates wurden thematische Sektionen eingerichtet: Fürsorge und Sozialfürsorge, Hygiene, Erziehung, Gesetzgebung, Arbeit, Wahlrecht, Frieden, Einheit der Moral, Unterdrückung des Frauenhandels, Presse und Auswanderung. Die Sektionen arbeiteten mit parlamentarischen Ausschüssen und öffentlichen Institutionen zusammen (Oberster Rat für öffentliche Fürsorge, Oberster Rat für Post und Telegrafie, Völkerbund, Liga für Erziehung ...). Eine Gruppe von Parlamentariern nahm 1907 Kontakt mit dem Nationalrat auf: Unter dem Vorsitz von Henry Chéron gehörten ihr unter anderem Frédéric Passy, Charles Richet,  René Viviani und Jules Siegfried an. Zu regelmäßigen Treffen dieser Parlamentarier kam es allerdings nicht.
Ab 1909 wurde ein monatliches Bulletin, L’Action féminine, herausgegeben. Im Jahr 1911 gab der Nationalrat die Zahl seiner Mitglieder mit 99.000 an. Der Verband war auf französischen und internationalen Kongressen präsent und organisierte Tourneen und Konferenzen in den Provinzen. Departementsverbände wurden gegründet: 1922 gab es solche in der Gironde, Indre-et-Loire, Seine-Inférieure, Bouches-du-Rhône, Tarn-et-Garonne, Finistère, Bas-Rhin, Haut-Rhin und Calvados.
Am 3. und 4. Juni 1913 richtete der Nationale Rat der französischen Frauen in Paris den 10. internationalen Frauenkongress aus. Die Delegierten wurden von Präsident Raymond Poincaré im Élysée-Palast empfangen.
Nach Beginn des Ersten Weltkriegs beteiligten sich der Nationalrat und die ihm angeschlossenen Verbände am Kriegseinsatz. Neue Organisationen wurden gegründet, wie der Verband der Fabriksuperintendentinnen oder die Zentralstelle für Frauenarbeit. Gabrielle Duchêne, Leiterin der Sektion Arbeit, reichte beim Ministerium einen Antrag auf Lohngleichheit ein. Da ihre pazifistische Haltung (sie gründete eine französische Sektion des Internationalen Frauenkomitees für einen dauerhaften Frieden) im Widerspruch zur Union sacrée stand, wurde sie zum Rücktritt aufgefordert.
Im Gegensatz zu anderen europäischen Ländern erhielten die Frauen in Frankreich nach dem Krieg nicht das Wahlrecht, aber der CNFF gewann an Einfluss und Ansehen. 1919 führten Avril de Sainte-Croix und der CNFF eine Kampagne durch, um die alliierten Führer auf der Friedenskonferenz von Versailles davon zu überzeugen, die Frauen und ihre Probleme in der Charta des neuen Völkerbundes zu berücksichtigen, was teilweise gelang. Der Ehemann von Julie Siegfried, Jules Siegfried, war Abgeordneter und setzte 1919 die Verabschiedung des Frauenwahlrechts durch; das Gesetz wurde jedoch vom Senat abgelehnt.
Auf dem Straßburger Kongress von 1919 wurde eine Gesetzesreform gefordert, damit eine Französin, die einen Ausländer heiratet, ihre Staatsbürgerschaft behalten konnte. Der CNFF forderte auch das Recht auf Gegenseitigkeit, also dass eine ausländische Frau, die einen französischen Mann heiratete, automatisch das Recht auf die französische Staatsbürgerschaft erhielt. Dies wurde schließlich im Gesetz vom 10. August 1927 verankert.
1929 organisierte der CNFF unter dem Vorsitz von Avril de Sainte-Croix die Generalstände des Feminismus, „um eine Synthese der Forderungen der Frauen vorzulegen und diese Forderungen mit Überlegungen zu den geleisteten und laufenden Arbeiten zu untermauern“. Zu den Mitgliedern des Ehrenkomitees gehörten der Ratspräsident Aristide Briand, Raymond Poincaré und der kürzlich mit dem Friedensnobelpreis ausgezeichnete Ferdinand Buisson.
1925 zählte der CNFF 125.000 Mitglieder. Sainte-Croix setzte sich 1927 für die Zulassung von Frauen zum Polizeidienst ein. In den folgenden Jahren befassten sich die Kongresse mit den gesetzlichen Rechten der Frauen, ihrer wirtschaftlichen Situation und ihrer Stellung in den Kolonien. Im Jahr 1929 sprachen sich die Generalstände des Feminismus für das Kindergeld aus.

### Nach dem Zweiten Weltkrieg
Marie-Hélène Lefaucheux war nach dem Zweiten Weltkrieg im CNFF die bestimmende Person. Sie war auch in der Association des Femmes de l’Union Française sehr aktiv und diente als Bindeglied zwischen dieser Organisation und dem CNFF. Lefaucheux war von 1954 bis 1964 Präsidentin des CNFF und von 1957 bis 1963 Präsidentin des Internationalen Frauenrats. Sie war auch Mitglied des Sekretariats der Frauenkommission der Vereinten Nationen und der französischen Delegation bei den Vereinten Nationen. Sie erzielte für die afrikanischen Frauen große Fortschritte. Françoise Bouteiller, Präsidentin des CNFF im Jahr 1998, bezeugte das Lob, das Lafaucheux von den Frauen erhielt, die sie während ihrer Afrikareise im Auftrag des Rates im Jahr 1975 getroffen hatte. Die Marie-Hélène-Lefaucheux-Stiftung wurde gegründet, um afrikanische Frauen zu unterstützen.
1962 schloss sich der CNFF dem 1962 gegründeten Europäischen Zentrum des Internationalen Frauenrates an. Der CNFF kämpfte gegen soziale Missstände wie Alkoholismus, Prostitution und die explosionsartige Verbreitung von Pornographie in den 1970er Jahren. Er arbeitet diskret und hat ein bürgerliches Image mit Mitgliedern meist mittleren Alters. Er ist die älteste aktive feministische Organisation Frankreichs. Der CNFF hat heute einen Exekutivausschuss, der alle drei Jahre zu einem Drittel neu besetzt wird und von der Generalversammlung der angeschlossenen Verbände und Einzelmitglieder gewählt wird. Die Generalversammlung ist das Entscheidungsorgan. Der Vorstand besteht aus einem Präsidenten und fünf Vizepräsidenten, einem Generalsekretär und einem stellvertretenden Generalsekretär, einem Schatzmeister und einem stellvertretenden Schatzmeister. Ziel des CNFF ist es, in Zusammenarbeit mit seinen Mitgliedsorganisationen den Platz und die Rolle der Frau in der Gesellschaft zu stärken, die Achtung ihrer Rechte zu gewährleisten und zum Aufbau einer geeinten Welt beizutragen, in der Frauen gleichberechtigt vertreten sind.

## Präsidentinnen
- 1901 bis 1912 Sarah Monod
- 1912 bis 1922 Julie Siegfried
- 1922 bis 1932 Avril de Sainte-Croix
- 1932 bis 1954 Marguerite Pichon-Landry
- 1954 bis 1964 Marie-Hélène Lefaucheux
- 1964 bis 1970 Lucie Chevalley[31]
- 1970 bis 1976 Jacqueline Tonnet-Imbert
- 1976 bis 1991 Solange Troisier[32]
- 1991 bis 1998 Paulette Laubie
- 1998 bis 2000 Françoise Bouteiller
- 2000 bis 2005 Françoise Delamour
- 2005 bis 2012 Marie-Jeanne Vidaillet-Peretti
- 2012 bis 2018 Martine Marandel-Joly
- seit 2018 Marie-Claude Bertrand

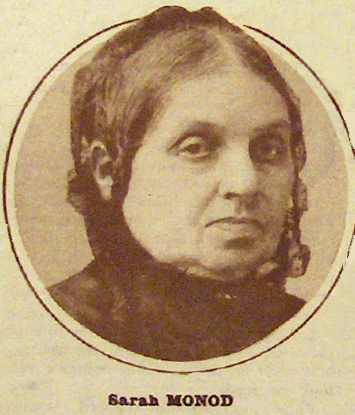
Sarah Monod
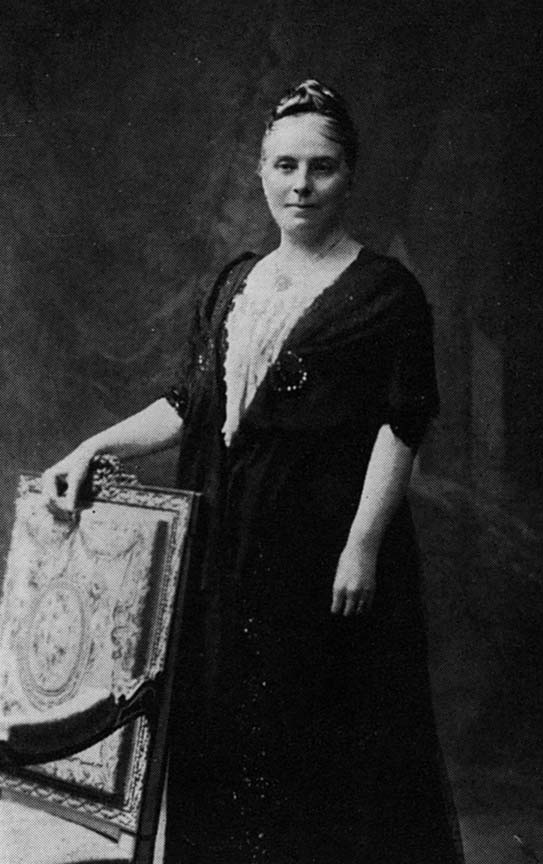
Julie Siegfried
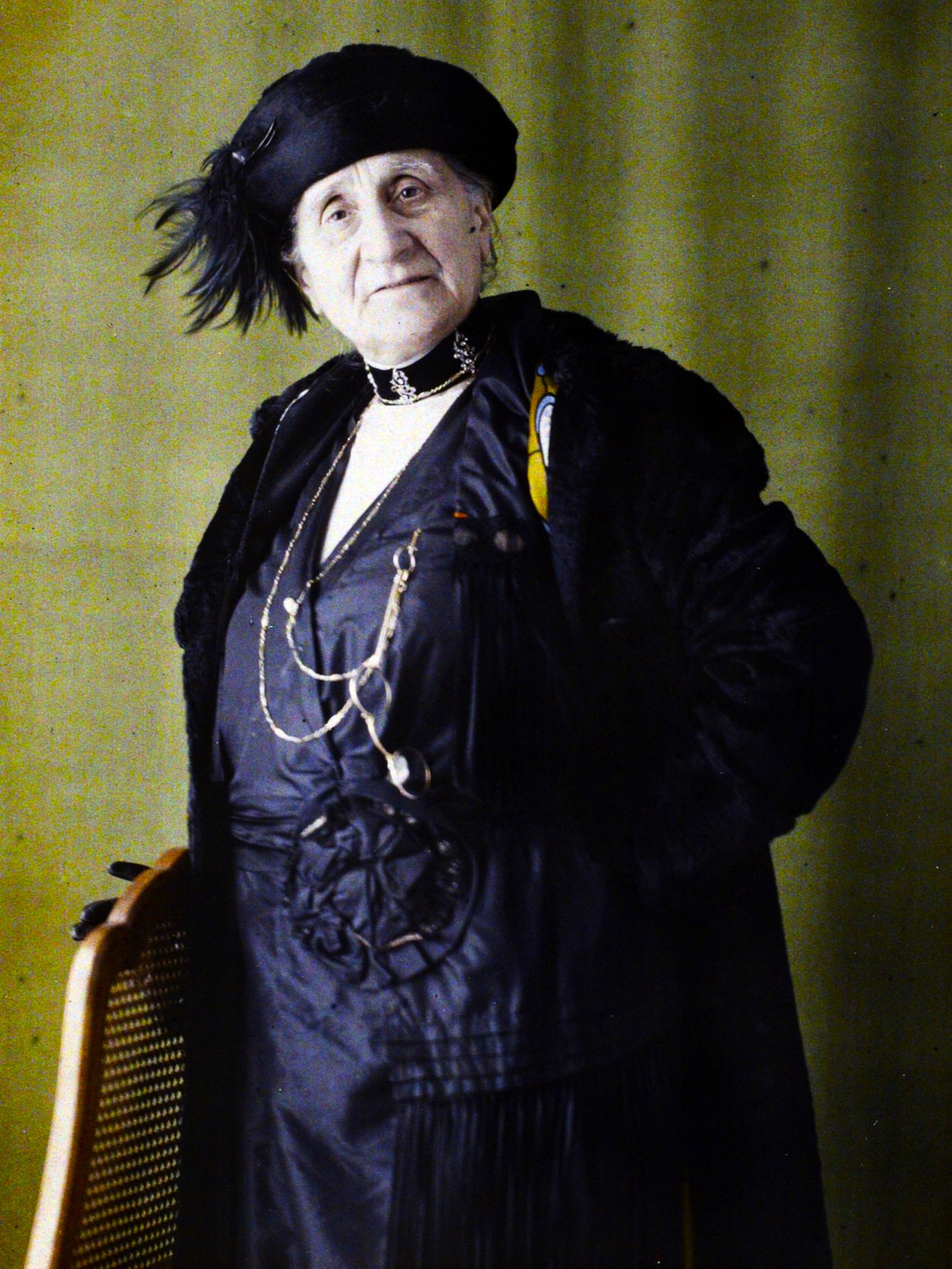
Adrienne Avril de Sainte-Croix
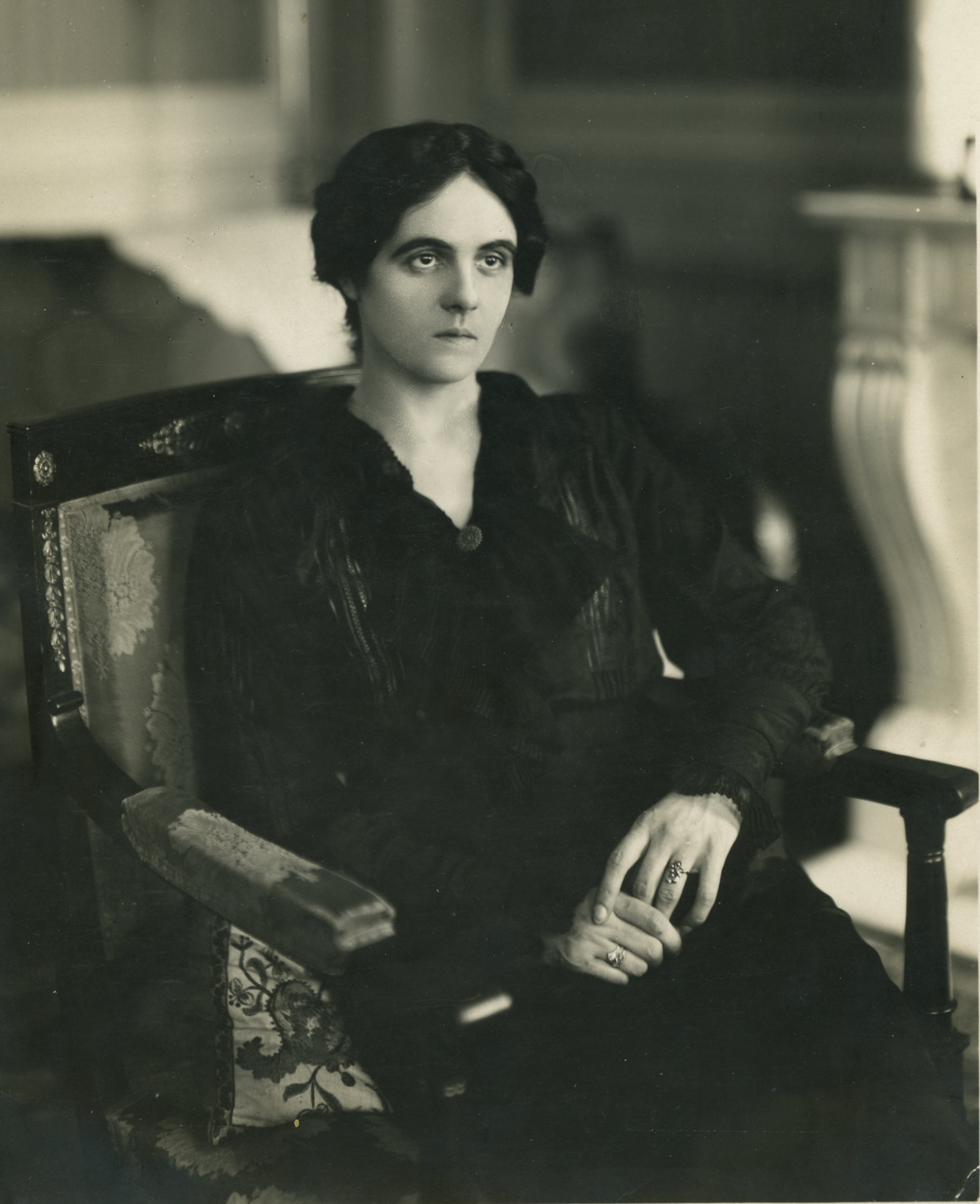
Marguerite Pichon-Landry